# Seebach (Bas-Rhin)
Seebach Duits: Seebach im Elsass) is een gemeente in het Franse departement Bas-Rhin (regio Grand Est). De plaats maakt deel uit van het arrondissement Haguenau-Wissembourg. Seebach telde op 1 januari 2022 1.620 inwoners.

## Geografie
De oppervlakte van Seebach bedroeg op 1 januari 2022 17,11 vierkante kilometer; de bevolkingsdichtheid was toen 94,7 inwoners per km².

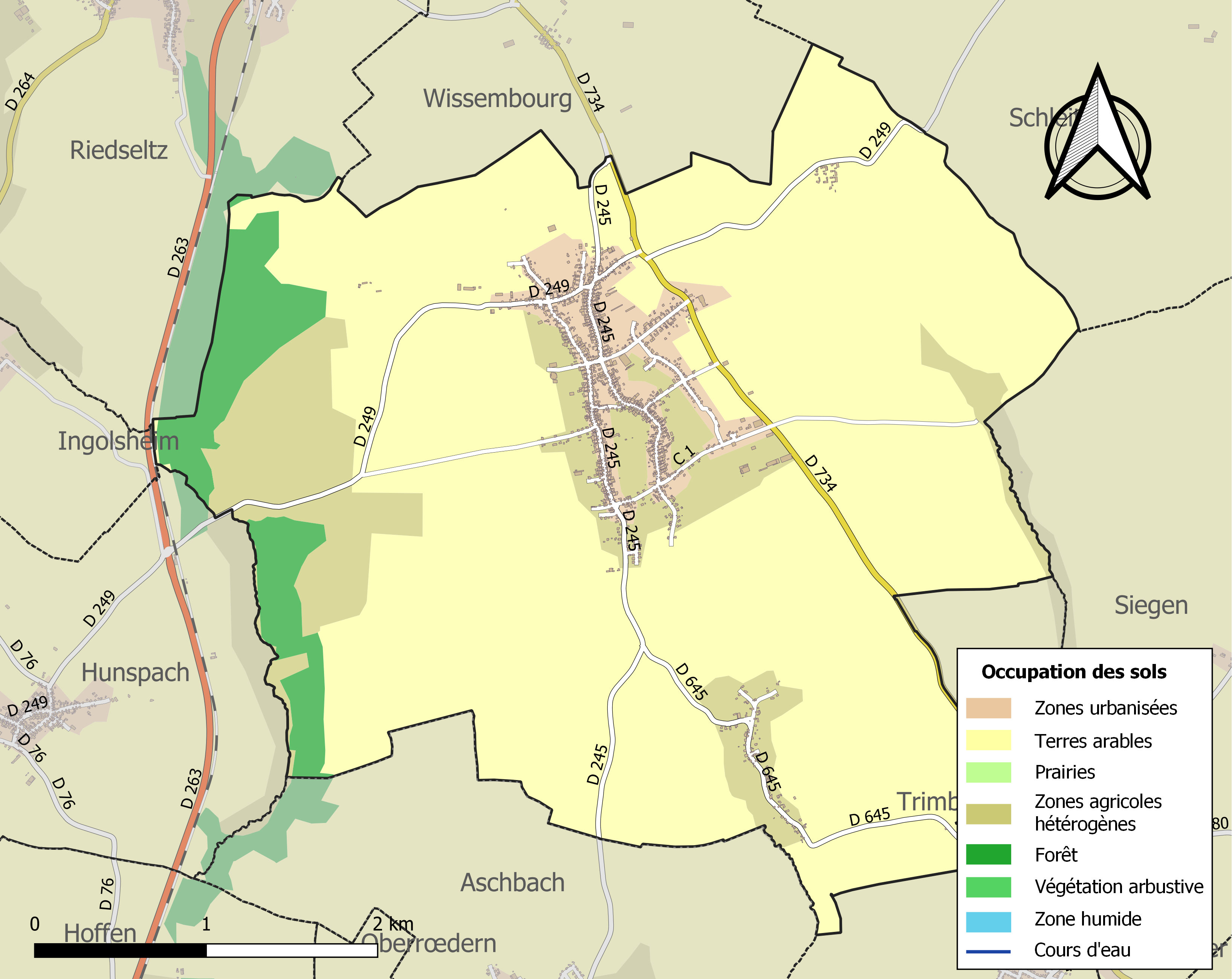
Kaart van de gemeente met de belangrijkste infrastructuur, bodemgebruik en omliggende gemeenten

## Demografie
Onderstaande figuur toont het verloop van het inwonertal (bron: INSEE-tellingen).

## Vakwerkhuizen in Seebach

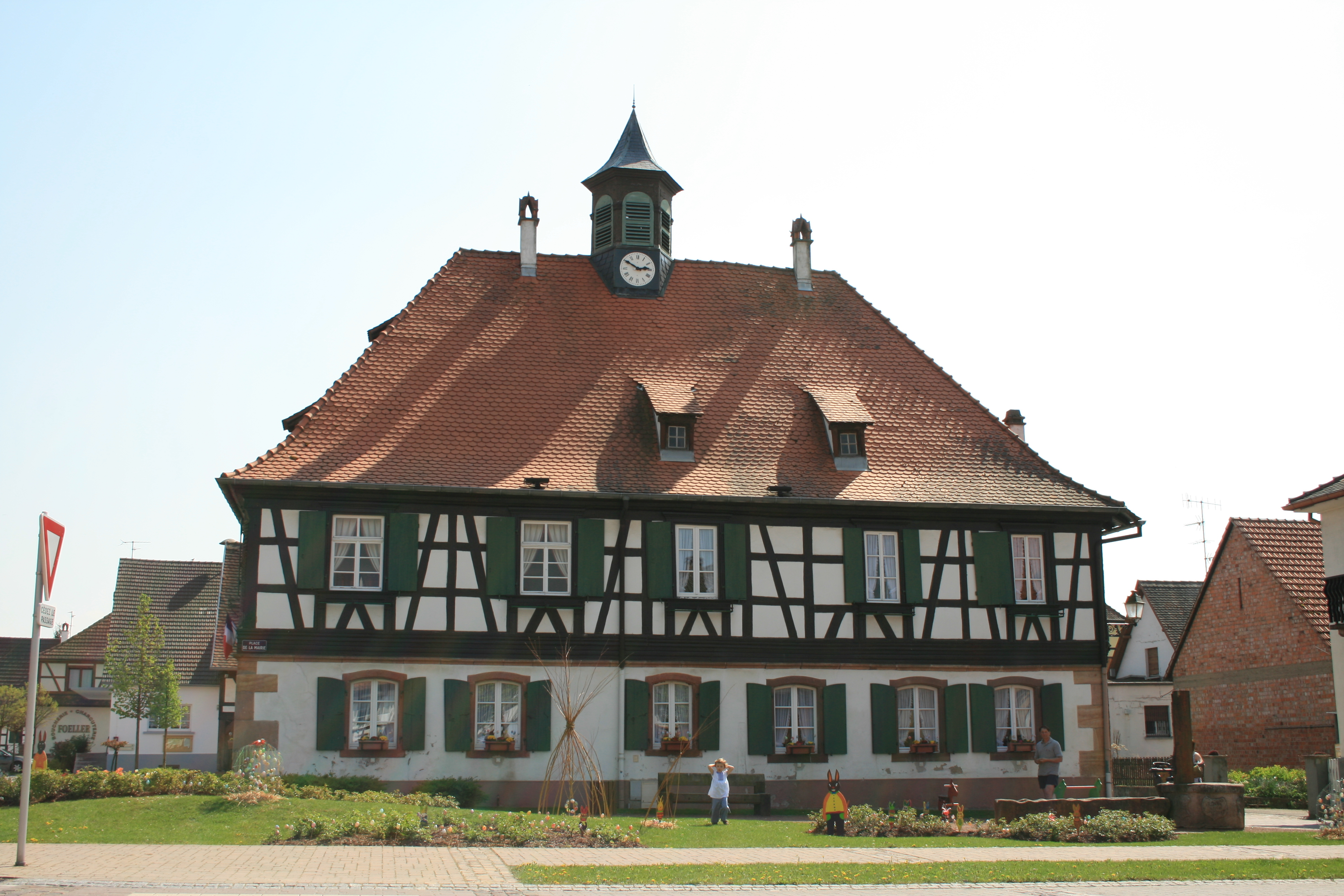
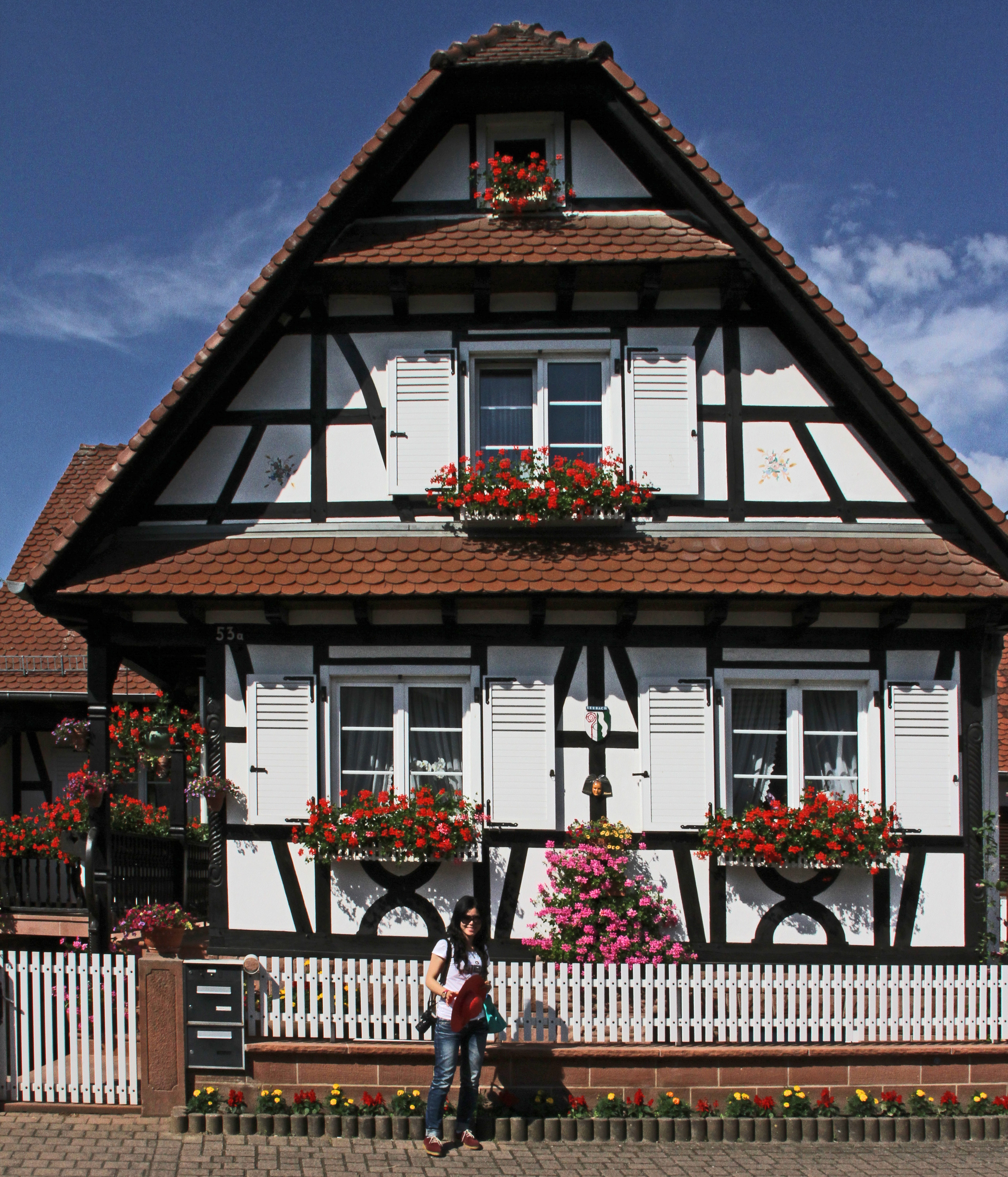
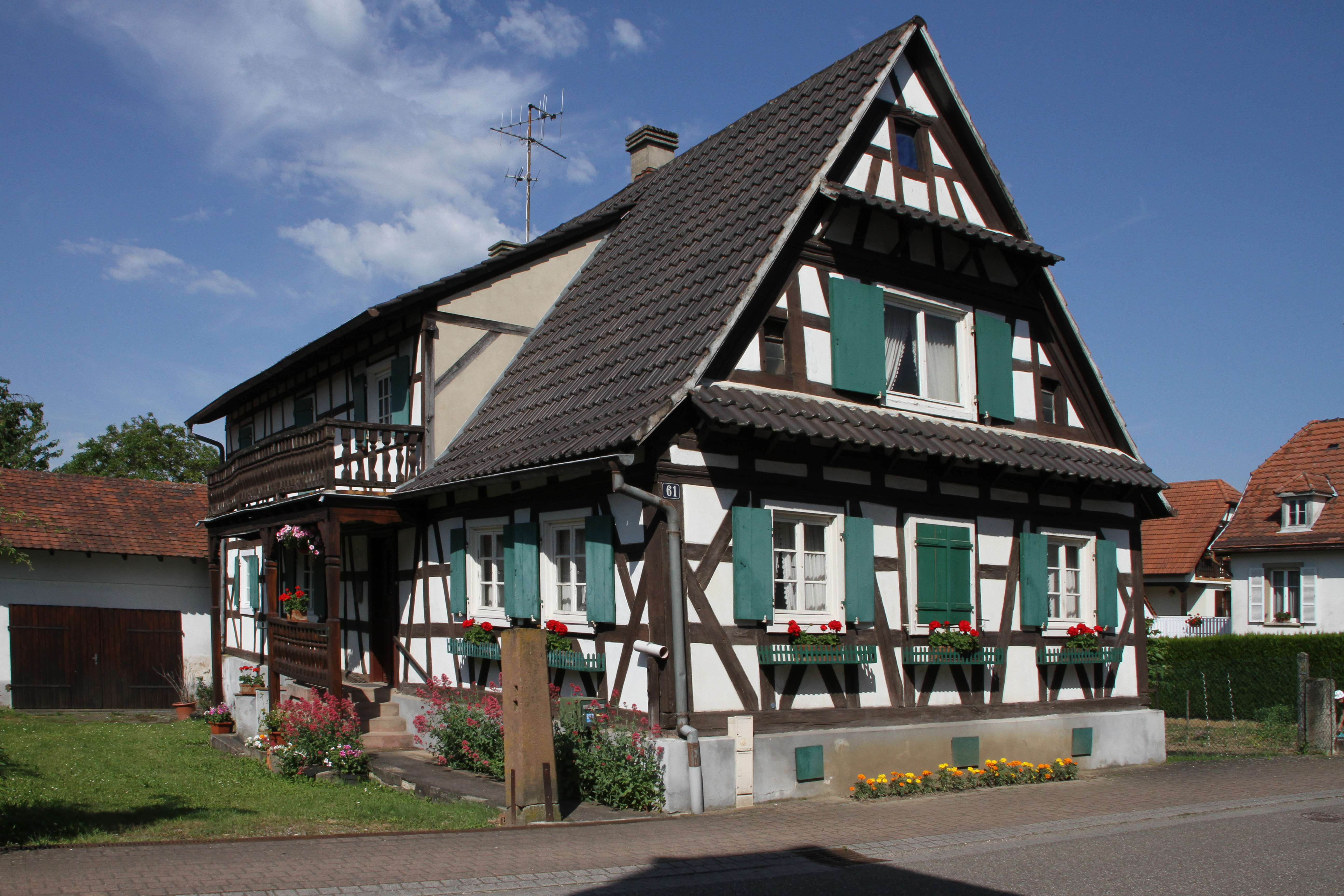
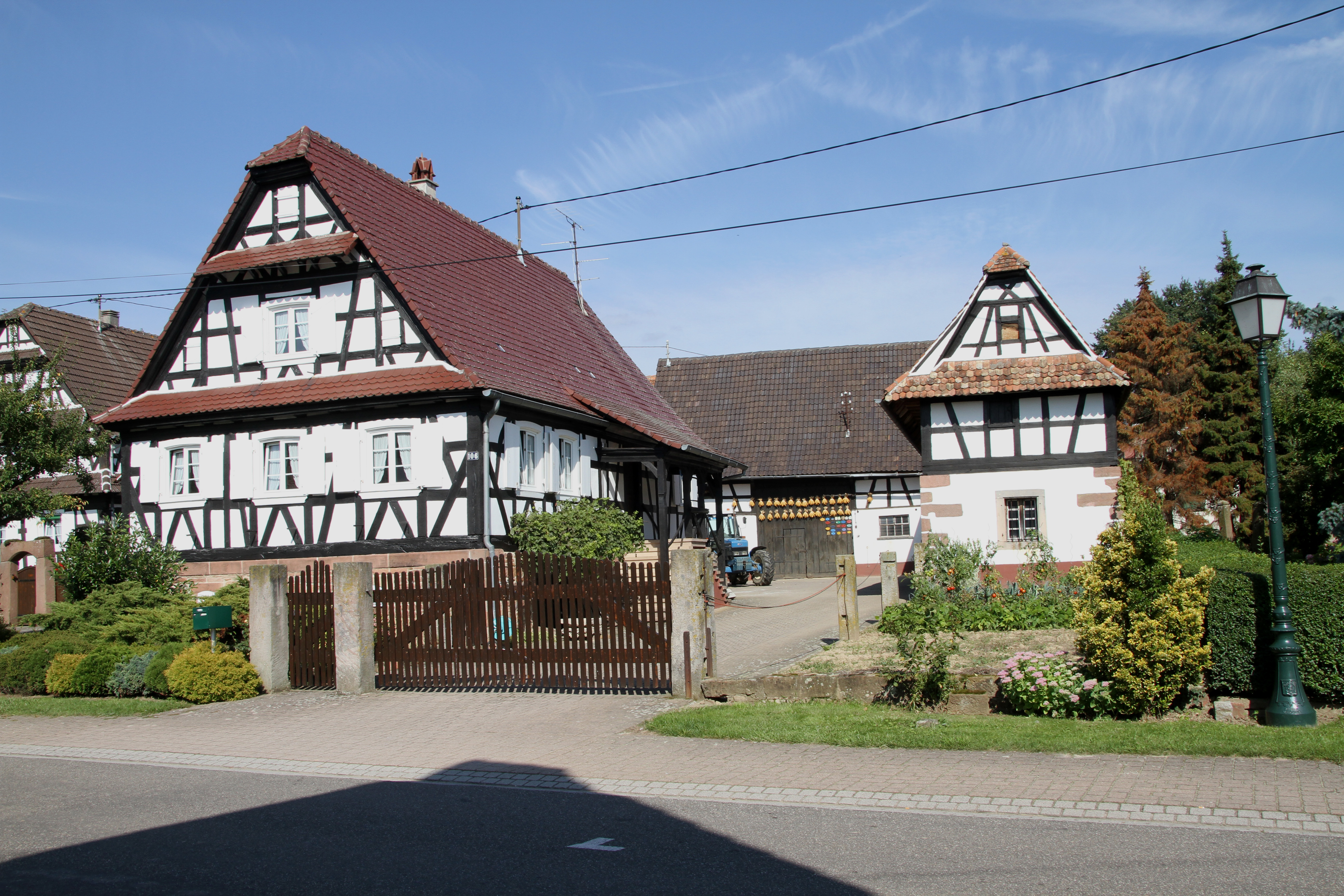